# NGC 37
NGC 37은 극락조자리 방향에 위치한 렌즈형 은하다. 지름이 약 137,000 광년이며, 나이는 대략 129억 살이다.